# (6844) Shpak
(6844) Shpak est un astéroïde de la ceinture principale.

## Description
(6844) Shpak est un astéroïde de la ceinture principale. Il fut découvert le 3 novembre 1975 à Naoutchnyï par Tamara Smirnova. Il présente une orbite caractérisée par un demi-grand axe de 2,22 UA, une excentricité de 0,10 et une inclinaison de 5,3° par rapport à l'écliptique.

## Compléments